# Levotyroxin
Levotyroxin är ett syntetiskt hormon som ersätter saknad eller minskad produktion av sköldkörtelhormonet tyroxin. Levotyroxin används vid bl.a. hypotyreos, hypertyreos (i kombination med annan behandling) och efter genomgången behandling mot sköldkörtelcancer.
Läkemedlet återfinns i Sverige bl.a. under namnen Levaxin och Euthyrox.